# Bischöfliches Amt
Ein Bischöfliches Amt ist ein Amt eines Bistums.
Historisch geworden ist diese Bezeichnung durch die Geschichte der römisch-katholischen Kirche in der SBZ und DDR, (siehe Christen und Kirche in der DDR). Die westdeutschen Bischöfe setzten zur Verwaltung ihrer dort gelegenen Gebiete jeweils einen bischöflichen Kommissar ein, dessen Amt und Bezirk jeweils als „Bischöfliches Amt“ bezeichnet wurden (zunächst mit der Ausnahme Schwerins, das Kommissariat hieß). Die bischöflichen Kommissare waren geweihte Bischöfe und wurden vom Papst zu Apostolischen Administratoren ernannt, so dass sie sämtliche bischöfliche Aufgaben ausübten. Allerdings musste jeder bischöfliche Kommissar formell vom Herkunftsbistum eingesetzt werden.
Eine Aufwertung zu Apostolischen Administraturen unterblieb entgegen dem Willen der DDR-Regierung. Der Heilige Stuhl wollte die deutsche Teilung, die zwar allgemein als dauernd angesehen wurde, jedoch gemäß dem Völkerrecht immer noch ein Provisorium war, nicht in der Zirkumskription zementieren.
Im Einzelnen gab es folgende Bischöfliche Ämter:
1. Bischöfliches Amt Erfurt: zu Fulda
2. Bischöfliches Amt Magdeburg: zu Paderborn
3. Bischöfliches Amt Meiningen: zu Würzburg
4. Bischöfliches Kommissariat, später Amt Schwerin: zu Osnabrück

Erfurt und Meiningen wurden in Realunion als Bischöfliches Amt Erfurt-Meiningen geführt.
Nach der deutschen Wiedervereinigung wurde das Bischöfliche Amt Erfurt-Meiningen zum Bistum Erfurt, das Bischöfliche Amt Magdeburg zum Bistum Magdeburg erhoben, während das Bischöfliche Amt Schwerin heute einen Teil der Erzdiözese Hamburg bildet.